# Neamia octospina
Neamia octospina és una espècie de peix pertanyent a la família dels apogònids.

## Descripció
- Pot arribar a fer 7 cm de llargària màxima.
- Cos de color groc rosat.
- 9 espines i 9 radis tous a l'aleta dorsal i 2 espines i 8 radis tous a l'anal.
- La darrera espina de la primera aleta dorsal es troba unida a la segona aleta dorsal per una membrana.
- Aleta caudal arrodonida.[6][7]

## Hàbitat
És un peix marí, associat als esculls i de clima tropical que viu entre 3 i 5 m de fondària.

## Distribució geogràfica
Es troba des del mar Roig i l'Àfrica oriental fins a les illes Filipines i Austràlia.

## Observacions
És inofensiu per als humans i de costums nocturns.